# Sielsowiet Krupa
Sielsowiet Krupa (biał. Крупаўскі сельсавет, Krupauski sielsawiet; ros. Круповский сельсовет) – sielsowiet na Białorusi, w obwodzie grodzieńskim, w rejonie lidzkim, z siedzibą w Krupie.

## Demografia
Według spisu z 2009 sielsowiet Krupa zamieszkiwało 2977 osób, w tym 1998 Polaków (67,11%), 773 Białorusinów (25,97%), 136 Rosjan (4,57%), 35 Ukraińców (1,18%), 14 Litwinów (0,47%), 9 osób innych narodowości i 12 osób, które nie podały żadnej narodowości.

## Geografia i transport
Sielsowiet położony jest na Poniemniu, w północnej części rejonu lidzkiego. Największymi rzekami są Lidzieja i Krupka. Od południa sielsowiet graniczy z Lidą.
Przez sielsowiet przebiegają linia kolejowa Lida – Bieniakonie, droga magistralna M11 oraz jego skrajem droga republikańska R89.

## Miejscowości
- agromiasteczka:
  - Gudy
  - Krupa
- wsie:

| - - Bielewicze - Bieńkiewicze - Biernucie - Czechowce - Czerniki - Kierbedzie - Kołyszki - Kozicze - Krupa Wysoka - Małejkowszczyzna - Narkuny | - - Nowickie Trzecie - Obręby - Owsiadowo - Purście - Rekście Wielkie - Sporkowszczyzna - Szawdziuki - Wielkie Sioło - Wierzchlida - Worniszki - Żyrmuny |

- dawne miejscowości:
  - Sukurcze